# Ginstbladsguldmal
Ginstbladsguldmal (Phyllonorycter staintoniellus) är en fjärilsart som först beskrevs av Nicelli 1853.  Ginstbladsguldmal ingår i släktet guldmalar, och familjen styltmalar. Arten är reproducerande i Sverige.